# メタルサーガ 〜砂塵の鎖〜
『メタルサーガ 〜砂塵の鎖〜』（メタルサーガ さじんのくさり、Metal Saga）は2005年6月9日にサクセスから発売されたゲームソフト。ジャンルはRPG。
12年ぶりに発売されたメタルマックスシリーズの完全新作。コンセプトは「全方位系（なんでもありあり）RPG」、キャッチコピーは「あんた、ハンターになるんだって？」。
2006年3月2日に、プロモーションに使われた映像などを収録したベスト版が発売された。2006年4月25日には海外版『METAL SAGA』が、北米にてAtlus USAより発売された。

## ゲームの特徴・システム
世界観は旧作に準じているが、サクセスが独自に企画・開発したため、システム面では大幅な変化があった。

### 武器・戦闘
従来のターン性から順行動方式に変更された。隠しパラメータである『重さ』の軽い者から行動順が回ってくるようになり、こちらが軽装備なら一方的に攻撃できるが、重装備だといつまでたっても行動できないということもありうる。特に中盤以降、エンジンの積載量目一杯まで装甲タイルを積み込んだ場合には顕著である。
戦闘突入時や戦闘中に、相手が特殊な状態へ移行することがある。これは「ステルス」「シェルター」「範囲外」「空中」「高高度」「地中」「水中」の7種類あり、この状態にある相手に対しては通常兵器での攻撃はまず通用しない。撃退するには、こちらが戦車ならば特殊砲弾やSE、人間ならば効果のある武器か特殊手榴弾を用いなければならない。後述する特技の中には、これらの状態を解除できるものや直接攻撃できるものがある。

### キャラクター・特技
今回は仲間の入れ替えができるようになった。メカニック2人、ソルジャー3人、犬4匹の中からそれぞれ一人を選んで連れて行ける。
特技も導入された。これはお金を消費することで特殊な能力を発揮できるものである。特技には、使用するときにお金のかかる「使用型」、戦闘ごとにお金のかかる「常駐型」がある。初期から覚えている特技のほか、「特技仙人」から教えてもらうこともできるが、キャラクターによって習得できる特技が異なるため、キャラクターの個性化にも寄与している。
今作はシリーズ最多の賞金首数を誇るが、その中にはワールドマップ全体を飛び回るものがある。文字どおり世界中を動き回る彼らを捕捉するのは困難を極める。また、一度遭遇・戦闘して敗北した場合、再戦できない賞金首が何体かいるので、準備を怠ることはできない。

### アイテム合成
アイテム合成は、4つの素材を組み合わせて武器や道具を作るシステムである。戦車装備や人間装備なら町でも合成できるが、辺鄙なところにいる合成屋でなければ合成できないものもある。レンズ兵器、LOVEマシンも合成品扱いになった。

## 登場人物

### プレイヤーキャラクター
主人公
本作の主人公。ベテランハンター・キョウジの息子。幼い頃から父の活躍を目にして憧れており、同じ職業を目指す。
ミカ
ニューフォークの町に住む主人公の幼馴染。ピンクのツナギに眼鏡が特徴。いつもマイペースで、一人称は『ボク』。父は伝説のメカニック、タミオ。プロポーズすることで結婚エンディングを見ることが可能。インテリア・衣装を贈ることもできるが、衣装はパーティーにいない時にしか着替えない。
キリヤ
同じくニューフォークの町に住むミカの兄。メカニックとしては天才的な才能を持つ。それゆえに人生を退屈なものと思っているが、他人に対しては優しい。主人公のパーティに仲間に加わってくれるのもそれゆえ。兄貴的存在。賞金首『ブレークダウン』と何かと因縁があり、イベントが発生する。
シャーリィ
傭兵団『ルージュ・フラッグ』に所属していた女ソルジャー。父はルージュ・フラッグの団長であった。賞金首『人狩り師団長』に団を滅ぼされて以来、その仇討ちを狙っている。銃器を専門に扱い、刀剣の類は装備できない。アリス・ワンの町にて、銃と剣、どちらが強いのかを主人公に見極めてもらうため仲間に加わる。インテリア・衣装を贈ることもできるが、衣装はパーティーにいない時にしか着替えない。
ラシード
アラビア風の服装が印象的なソルジャー。シャーリィとは逆に刀剣類を専門に扱い、銃器が装備不可。剣を極めるため旅をしていると言う。アリス・ワンの町にて、銃と剣、どちらが強いのかを主人公に見極めてもらうため仲間に加わる。パーティーに入れた状態でムラサメに話しかけるとイベントが見られる。
アルファ
巨大地上戦艦ティアマットの中で眠っていた人造人間。レベルとステータスは固定で装備品を身につけることはできないが、体そのものが強力な火器である。インテリア・衣装を贈ることもできるが、衣装はパーティーにいない時にしか着替えない。何回も死亡すると再起不能になり、あるイベントが起きる。
ポチ、タロウ、ベルナール、ラリー
B.G.研究所内に封印されていた犬型生体兵器。左記から順に柴犬、土佐犬、ボストン・テリア、セント・バーナードで、それぞれ覚えられる特技が異なる。

### その他のキャラクター
“探索者”キョウジ
主人公の父親で、エクスプローラーとあだ名されるベテランハンター。旅先から主人公の元へちょくちょくメールを送ってくる。
また、主人公が入手した戦車の所有数に応じて、車庫スペースを拡張してくれる。
ニーナ
主人公の母親で、ジャンクヤードで修理屋を営む。シリーズの伝統に則らず、たとえ実の息子であろうとも修理料金はきっちり請求する厳しき母。
インテリアをプレゼントすると、物によっては修理費を安くしてくれる。また、衣装も贈れるが、バニースーツやウェディングドレスを贈っても、嫌々ながらも着てくれる。
エミリ
主人公の妹。忙しい母を手伝って、編物、掃除、洗濯など甲斐甲斐しく家事をこなす出来た娘。インテリア、衣装を贈ることも可能。
ジャック
ジャンクヤードで酒場を営む男。昔はキョウジやニーナと旅したソルジャーだった。かつてある事件で誤って無関係な人を殺してしまったため、賞金首として指名手配されている。
レイチェル
ジャックの一人娘。父と二人で酒場を切り盛りする。主人公とは見知った仲だからか会話は素っ気無いものの、態度の節々に大事に思っている内心を覗かせる。イベントの進め方によっては、プロポーズすることで結婚エンディングを見ることが可能。インテリア、衣装を贈ることも可能。
タミオ
ミカとキリヤの父。見た目は冴えない中年男性だが、かつては凄腕のメカニックとして名を馳せていた。現在は現役を退きペイントサービスを営んでいる。なお、ニーナも昔はタミオに師事し修理を学んだ。毛生え薬（育毛剤）関連のイベントがいくつかある。
アラン＝ベルディア
ハンターとして“最も成功した男”と言われる大富豪。稼いだ金を投資し、故郷ベルディアを東部随一の大都市へと変貌させた。今は豪邸で悠悠自適の引退生活を送っている。
ローズ＝ベルディア
アランの娘。いわゆる令嬢だが、無類の戦車好きが高じてハンターになった。趣味は戦車のコレクションであり、駆る戦車は引退した父から譲られたもの。戦車のためならどこへでも出向くなど無茶なところもあるが、『金はあるが実力はない』という口だけのキャラクターではなく、実力も兼ね備えている。主人公のライバル的存在であり、旅先で何度も遭遇することになる。思わせぶりなイベントがあるが、結婚エンディングは存在しない。インテリア、衣装を贈ることも可能。
カール＝ベルディア
アランの息子でローズの弟。メカニックとして姉をサポートする。実は彼にもインテリア類・衣装を贈れる。
セバスチャン
ベルディア家の執事である老人。お目付け役としてローズに同行する。作中では明言されないが、かつては『“狂拳”の龍造寺』と呼ばれた伝説のソルジャーであったらしく、いざ戦闘となれば素手で戦車を破壊するほどの超人的な能力をみせる。
カエデ
トリカミの町の、神主の娘。賞金首『オロチ』への人身御供にされかけるが、プレイヤーが助けることで交流が可能。インテリア・衣装は贈れるものの、結婚は不可。
マッキンリー
世界中を旅する冒険家。主人公たちにその町についての情報を教えてくれる。
アレックス、ヘッケル、ジャッケル
大破壊前のテクノロジーを探している黒服集団。彼らは巨大電子頭脳「ノア」の遺志を受け継ぎ、人類を滅ぼすために行動している。アレックスは「ノア」の端末の一つで、本作の最終ボス。
ムラサメ
かつて、ラシードと戦ったというサムライ。その際、刀が折れたため、新たな一振りを探している。ラシードがパーティに加わっている時のみ、アレックスに凄まじい威力の刀「和泉守兼定」を与えられ、その代償として最終決戦の直前に用心棒として立ちはだかる。
レッドフォックス
ジャンクヤードの酒場で主人公にハンターの基本を教えた女性で、戦車を一撃で破壊するほどの実力者。その正体は自らの背丈の倍近いライフル銃や大剣を使いこなす、「赤い悪魔」「タンクバスター」などの異名を持つ最強の賞金首。
ブック＝フォレスト
自称「戦車探索請負人」。ジョー＝ブックなどの偽名を使い、あちこちで探索資金を騙し取っており、最終的には賞金首にされた出っ歯の詐欺師。

### 研究者
Dr.ミンチ
シリーズおなじみ「死体を蘇らせる研究」をしている科学者。今作ではジャンクヤードの教会跡に住み着く。それに伴い恒例のテーマ曲も教会風のアレンジになっている。
ソロモン博士
モンスター研究者。いまでは外の世界に出ることはかなわないため、各地を旅する主人公にモンスターの写真集めを依頼する。
レオン
アリス・ワンの町で大破壊前のテクノロジーを研究している。キョウジや黒服集団ともかかわりがあるようだ。
バトー博士
2にも登場した戦車博士。人を馬鹿にしたあだ名を付けるなど非常に口が悪い。しかし実は寂しがりやで、トモダチのためにオリジナルの戦車を作ってくれる。
ヤミクモ博士
1・Rにも登場したレンズ兵器博士。今回はソルジャーに合わせて銃・剣のどちらかを作れる。
グレイ博士
2にも登場したアンドロイド・サイボーグ技術の専門家。（2ではエバ・グレイ博士。）アルファの修理を行える唯一の人物。LOVEマシンも作成できる。またインテリア・衣装も贈呈可能。

## 登場する戦車
バギー
ジャンク山に放置されている戦車。実車でのモデルは無く、オリジナルである。2と同じくオフロードタイプのバギー。
デマーグ
ワールドマップ上に埋まっている戦車。あるトレーダーが場所のヒントをくれる。モデルはドイツのSd.Kfz.250/9装甲偵察車。名前の由来は製造社であり、タミヤがプラモデルをこの名前で発売していることによる。
モスキート
砂漠の廃ビル地帯で眠っている戦車。過去作品と同じく、モデルはドイツのヴィーゼル空挺戦闘車。主砲を取り付けるか否かでモデリング（20mm機関砲搭載型・TOW対戦車ミサイル搭載型）が変わる。
ゲパルト
ブルーベリーアーミーが所有する戦車。賞金首のブルーベリー大佐を倒せば兵士がいなくなり、入手可能になる。今作では「対空戦車」と言う特殊な位置づけであるため、2のように無茶な大砲の取り付け方はされない。モデルはドイツのゲパルト自走対空砲。
パンツァー
昔の大戦争で使用されていた戦車。ドイツのIII号突撃砲G型。記念碑の真横に埋まっているが、倒さなくても入手可能。
バルバロッサ
モデルはドイツのIV号戦車H型。名前の由来はドイツのソ連侵攻計画である、「バルバロッサ作戦」より。
野バス
自動化された路線バスが、大破壊によって暴走したもの。入手するにはある方法が必要。今作では実在するバス（いすゞ・BU10）がモデルになっており、ペイントによってご当地バスのカラーリングにすることもできる。
ヴィルベルヴィント
ネバーランドの「ハカセ」が整備していた戦車。ゲパルトと同じく対空戦車で、モデルはドイツのIV号対空戦車ヴィルベルヴィント。鉄くずを渡し、お金を払うことで譲ってもらえる。
ティーガー
大きな破片の下敷きになっている戦車。ドイツのVI号戦車ティーガー1E型。
ロジーナ
賞金首「アシュラベンケイ」がコレクションしていた戦車。モデルはロシア（旧ソ連）のT-34/76。「ロジーナ」とはロシア語で「祖国」を意味し、実際に付けられたT-34の愛称である。
ルルベル
バトー博士に作ってもらえる戦車の一台。モデルはアメリカのM3中戦車リー。イギリス軍も採用しており、そちらの仕様はグラントと呼ばれている。名前の由来は、映画「サハラ戦車隊」の主人公の愛車より。
ロンメル
バトー博士に作ってもらえる戦車の一台。モデルはドイツのヤークトパンター。ロンメルという名前は、昔のタミヤのプラモデルがこの商品名で出ていたことから。
エイブラムス
バトー博士に作ってもらえる戦車の一台で、シャシー名の通りアメリカのM1エイブラムスである。
零式
バトー博士に作ってもらえる戦車の一台。モデルは日本の90式戦車。このゲームでは90式そのままではなく、後の最新技術を取り入れて改良されたタイプ（オリジナル）という設定になっている。
レオパルト
バトー博士に作ってもらえる戦車の一台。モデルはドイツのレオパルト2A6。バトー博士が作る戦車の中で高い強度を持つ
はしご車
この戦車を入手するにはローズとの入札合戦に勝たなければならない。モデルは梯子消防車であり、戦車ではない。主砲は装備できないものの、3つのSEを同時発射できるため、マウスと並びゲーム中最高クラスの火力を持たせることが可能。
バルカン
沈んだ廃ビルに取り残された戦車。はしご車がないと入手できない。モデルはスウェーデンのStrv.103、通称Sタンク。ロンメルと同じく、プラモデルでの名前からバルカンとなっている。
メルカバ
嵐の中で埋もれている戦車。モデルはイスラエルのメルカバMK.II。
マウス
キャタピラ要塞の長老が所有する戦車。モデルはドイツのマウス。現実には試作戦車で終わってしまっているが、メタルサーガでは問題無く使用が可能。通常の主砲を3門同時に装備可能なのはこのマウスのみである。あるイベントを進めると長老から譲ってもらえる。
ルルベル、ロンメル、エイブラムス、零式、レオパルドはバトー博士に設計を以来した後、鉄くずを渡すことで制作できる。作り替える事もできる。また、穴を増やす事も可能。
ゲパルトとヴィルベルヴィントは「対空戦車」と言う特別な位置付けとなっており、通常の大砲は装備できないが、空中・高高度の敵に対して有効な機関砲を複数門装備することが可能。

## 開発
当初は「メタルマックス 砂塵の鎖」として開発されていたが、商標権を他社に持っていかれていたため宮岡寛によって「メタルサーガ」というタイトルがつけられた。宮岡は途中から監修として関わることになったが、ほとんど完成している状態であり大きな変更はできなかった。だが無理を言って音楽は門倉聡のものに変更させた。音楽制作の時間はなかったため、他作品のために用意していたものを流用した。

## 予約特典
『METAL SAGA 〜砂塵の鎖〜 スペシャルサウンドトラックCD』
「砂塵の鎖」、「我が足は大地を踏む」、「Battle」、「お尋ね者との戦い」、「オルゴールI」の5曲を収録したミニアルバム。

## 関連商品
『メタルサーガ 〜砂塵の鎖〜 オリジナル・サウンドトラック』
オーパーツ、2005年9月28日
CD3枚組。たのみこむで500人以上の仮注文者が集まって商品化された。現在は廃盤。